# 龙胜毛蕨
龙胜毛蕨（学名：Cyclosorus parvilobus）为金星蕨科毛蕨属下的一个种。